# Naxiang
Naxiang (kinesiska: 那香, 那香镇) är en köping i Kina. Den ligger i den autonoma regionen Guangxi, i den södra delen av landet, omkring 61 kilometer sydost om regionhuvudstaden Nanning.
Genomsnittlig årsnederbörd är 2 418 millimeter. Den regnigaste månaden är juli, med i genomsnitt 487 mm nederbörd, och den torraste är februari, med 33 mm nederbörd.